# Mansión de Veselava
La Mansión de Veselava (en letón: Veselavas muižas pils; en alemán: Wesselshof) es una casa señorial en la región histórica de Vidzeme, en el norte de Letonia. 

## Historia
La Mansión de Veselava fue construida en 1841 en estilo ecléctico para la familia von Campenhausen, que tuvieron posesión de la finca desde 1797 hasta 1921. El edificio actualmente alberga las oficinas administrativas de la parroquia de Veselava, un centro comunitario, oficina de correos, cooperativa de ahorro, e internet café.